# 典涓司
典涓司（チョニョンサ）は、李氏朝鮮において宮中の清掃を管掌した官衙。従四品衙門。
1394年（太祖3年）、景徳宮、景福宮、昌徳宮に提挙司という官衙を設けて、清掃などの業務を行ったのが始まりであるが、その後1466年（世祖12年）の官制改正時にそれらの官衙がまとめられて典涓司が成立した。だが続大典では繕工監に統合された。

## 構成
| 官位      | 官職 | 定数 | 備考                        |
| --------- | ---- | ---- | --------------------------- |
| 正二品    | 提調 | 2人  | 繕工監提調が兼任            |
| 従四品    | 提検 | 5人  | 提検、別坐、別提は全員で5人 |
| 正･従五品 | 別坐 | 5人  | 提検、別坐、別提は全員で5人 |
| 正･従六品 | 別提 | 5人  | 提検、別坐、別提は全員で5人 |
| 従七品    | 直長 | 2人  |                             |
| 従八品    | 奉事 | 2人  |                             |
| 従九品    | 参奉 | 6人  |                             |